# Podrta ograda
Podrta ograda je ljubezenski roman slovenske pisateljice Marije Oprešnik iz leta 2011. Dogajanje romana je postavljeno v domače, slovensko okolje in v zdajšnje obdobje.

## Vsebina
Zgodba je podana z dveh vidikov glavnih protagonistov, to sta Agropina- Pina Dren ter Bor Hrastovec. On- 27letni, inteligenten, šarmanten, postaven pravnik, ki želi odpreti lastno odvetniško pisarno; ona- drzna, delavna, inteligentna, malce svojeglava študentka dobrega srca, ki dela v knjižnici, ter kot vodička in ima željo dokončati študij, ki ga je opustila.
Vse se začne, ko Bor zaradi potrebe po obnovi kmečkega poslopja svojega očeta pride iz Celja, kjer sam živi in dela, na podeželje, v vas imenovano Mala livada. Med ogledom posestva doživi burno srečanje z nepoznano osebo, ki je jahala konja. Izkaže se daje to sosedova Pina. Bor do nje takoj postane negativno nastrojen. Čustva pa so vzajemna, saj tudi Pini novi prišlek ni prav nič všeč. 
Iz nuje po obnovi domačije Bor vedno pogosteje obiskuje Malo Livado, sčasoma se seznani tudi s sovaščani. Ker pa Pine ni spoznal, ga je radovednost gnala, da je o njej začel poizvedovati. Boru je Pina zaradi svoje nedostopnosti in karizme postala všeč. Navajen je bil, da so dekleta hodila za njim, sedaj pa je sam moral vložiti trud. Hkrati pa tudi Pina ni mogla zanikati svoje privlačnosti do Bora, vendar jo je dobro skrivala. Preko (ne)naključnih srečanj sta se družila in njuna naklonjenost je rasla. Vendar si tega nista izrazila, saj je vedno bila prisotna neka ovira, ki jima je to preprečevala. Večinoma so to bile napačne predstave drug drugega, ko nista imela popolnih informacij in sta napačno predvidevala. Tako sta zaradi slabe komunikacije imela kup neprijetnih situacij. 
Zgodba se zaključuje z Borovim dvorjenjem Pini.

## Izdaje
- Prva izdaja iz leta 2011 (COBISS)